# Компромисс (альбом)
«Компромисс» — второй студийный альбом группы «ДДТ», записанный в Череповце и изданный самой группой в 1983 году.
Альбом записан при содействии музыкантов группы «Рок-Сентябрь». Информация об этом альбоме включена в книгу Александра Кушнира «100 магнитоальбомов советского рока».

## История создания
На фестивале «Золотой камертон» Шевчук познакомился с череповецкой группой «Рок-Сентябрь», тогда же было принято решение о совместной работе. Однако по приезде Юрия Шевчука и Владимира Сигачёва в Череповец происходит конфликт интересов: Шевчук планировал записать новый альбом «ДДТ», а Вячеслав Кобрин, лидер «Рок-Сентября», — лишь использовать Шевчука и Сигачёва в качестве сессионных музыкантов. В планы Кобрина входило создание идеологически проходимых песен в духе «Землян», с целью дальнейшего трудоустройства в одну из провинциальных филармоний. Однако для Шевчука о возвращении в Уфу без альбома не было и речи.
На какое-то время Шевчук остался в чужом городе без средств к существованию. Он устраивается художником в местный кинотеатр, а Сигачёв играл на танцах. Шевчук рассказывал: «Денег нам практически не платили, жили мы там, буквально, на хлебе и воде. Собирали бычки на остановке — курить хотелось. Помню, так оголодали, что я пошёл на вокзал, а там какой-то мужик ел в кафе. Я к нему подошёл и говорю: „Дай хлеба!“. Он говорит: „На!“. Я с этим хлебом убежал и тут же его съел в кустах. Было невесело».
По прошествии двух месяцев рождается программа, названная, в пику Кобрину, «Компромисс». После долгих переговоров с «Рок-Сентябрём» альбом было решено записать:

«Пришёл ночью к нему и говорю: „Мы, бросив всё, рванули к вам как к людям, а теперь, вот, сидим в дерьме, даже денег на обратную дорогу нет. Вы нам просто обязаны помочь записаться — и тогда мы уедем. Если не поможешь — я тебя убью“. Был я худ, глаза большие, кулаки тоже, и мне нечего терять. Кобрин посмотрел на меня, побледнел и согласился. Помогли нам музыканты Сентября: басист Андрюха Масленников, барабанщик Женя Белозеров, СашБаш, оператор и технический гений группы Юра Сорокин и ещё многие местные ребята. Пару дней репетировали, три дня писали — действовали так же, как и со „Свиньёй на радуге“ — методом наложения на бытовых магнитофонах (правда, фирменных, а потому хорошего качества). Главным аранжировщиком был Вова Сигачёв, поэтому в альбоме оказалось много от его любимого хард-рока… Буквально на следующий же день мы заняли денег, сели на поезд и уехали».— Юрий Шевчук
Альбом записывался наложением на одноканальных бытовых магнитофонах 13-16 января 1983 года. Большинство композиций записано в стиле хард-рок. В «Компромиссе» Шевчук говорит о духовных и творческих метаниях творца, которого «выкручивает» реальная жизнь; в «Монологе в Сайгоне» — сравнивает западных и отечественных рок-музыкантов, а также их слушателей. «Привет М…» — образный вызов Андрею Макаревичу. Строки «Индийский чай, башкирский мёд» стали предметом дискуссий на политсеминарах на тему разжигания национальных страстей. «Демон» посвящён герою одноимённой поэмы М. Ю. Лермонтова. Юрий Шевчук считает, что альбом удался: «Он — наша маленькая победа 1983 года, поскольку несмотря ни на что, мы-таки сумели его сделать». Андрей Бурлака пишет, что «Компромисс» моментально разошёлся по стране, впервые поставив «ДДТ» на один уровень со звёздами Ленинградского рок-клуба.
Изначально альбом назывался «ДДТ-3». Оригинал записи считался утерянным, однако сохранился в архивах Леонида Порохни. Восстановлено звукооператором Владимиром Кузнецовым. На обложке — разбитые очки Шевчука после многочисленных драк.

## Список композиций
Автор песен — Юрий Шевчук, кроме отмеченных.
1. «Компромисс» — 2:14
2. «Они играют жёсткий рок (монолог в Сайгоне)» — 4:23
3. «Привет М…» (Сигачёв — Шевчук) — 4:05
4. «Башкирский мёд» — 2:16
5. «Три чёрные кошки» (Сигачёв — Шевчук) — 4:36
6. «Всё хорошо» — 3:56
7. «Демон» (Сигачёв) — 5:08
8. «Живу в назойливом мире» — 4:04
9. «Не стреляй!» — 3:38

Бонус-трек «Переиздание XXI век»
1. «Сижу на жёстком табурете» (Череповец, 1982 г.) — 1:20

## Участники записи
- Юрий Шевчук — гитара, вокал
- Владимир Сигачёв — клавишные, аранжировки[10]

Записано совместно с музыкантами череповецкой группы «Рок-Сентябрь»:
- Вячеслав Кобрин — гитара
- Андрей Масленников — бас-гитара, вокал
- Евгений Белозёров — ударные
- Юрий Сорокин — звукорежиссёр[6]